# Bernd Fischer
Bernd Fischer (ur. 20 maja 1940 w Chemnitz, zm. 19 kwietnia 2018) – niemiecki prawnik i funkcjonariusz (pułkownik) wywiadu politycznego Ministerstwa Bezpieczeństwa Publicznego NRD.

## Życiorys
Przeszedł szkolenie na operatora zakładu chemicznego, absolwent Wydziału Robotniczo-Chłopskiego; wstąpił do SED (1957), ukończył liceum (1958), studiował stosunki międzynarodowe i filologię arabską w Instytucie Spraw Międzynarodowych w Moskwie (Московский государственный институт международных отношений) (1959–1965). W 1965 wstąpił do służby wywiadu zagranicznego NRD (Hauptverwaltung Aufklärung), będąc zatrudniony w Wydziale HV A-Abt. III (zalegalizowane rezydentury w tzw. trzecich krajach zachodnich, poza RFN i USA); w okresie lat 1969-1974 rezydent wywiadu w Ambasadzie NRD w Kairze, od 1979 jako zastępca, od 1984 I zastępca kierownika tegoż wydziału; pułkownik; studiował w Instytucie Marksizmu-Leninizmu przy KC SED (Institut für Marxismus-Leninismus beim ZK der SED) w Berlinie (1984-1985) oraz przechodził szkolenia w MSW NRD; w 1987 awansowany na kier. Wydziału HV A I (inwigilacji aparatu państwowego RFN); ostatni szef Politycznego Wywiadu Zagranicznego NRD, Zarządu Głównego Wywiadu (Hauptverwaltung Aufklärung – HVA) MBP NRD (1989-1990); szef grupy likwidacji struktur wywiadu politycznego NRD (1990), w 1990 zwolniony ze służby, pracownik kancelarii prawnej.

## Prace własne
- autobiografia pt. Als Diplomat mit zwei Berufen. Die DDR-Aufklärung in der Dritten Welt („Jako dyplomata z dwoma zawodami, Wywiad polityczny NRD w Trzecim Świecie”), Geschichte der HV A. tom 4, edition ost Berlin 2009, ISBN 978-3-360-01802-1 (2009),
- Der Große Bruder - Wie die Geheimdienste der DDR und der UdSSR zusammenarbeiteten („Wielki brat, Jak współpracowały tajne służby NRD i ZSRR”), tom 7 der Geschichte der HV A, Das Neue Berlin 2012, 224 s., ISBN 978-3-360-01839-7 (2012).